# Karl Friedrich Rieck
Karl Friedrich Rieck (1650 - 1704) fou un compositor alemany.
El 1683 entrà al servei de la cort electoral de Brandeburg i el 1698 va rebre el títol de director de la música de cambra, que es convertí en Capella Reial el 700. Les seves obres principals són: La festa del Imeneo, per la qual sols va escriure part de la música, i les cantates Peleus und Thetis (1700) i Der Streit des alten und neuen saeculi (1701).